# Верхняя Ольшанка (Белгородская область)
Верхняя Ольшанка — хутор в Прохоровском районе Белгородской области. Входит в состав Береговского сельского поселения.

## География
Находится в северной части Белгородской области, в лесостепной зоне, в пределах юго-западного склона Среднерусской возвышенности, на правом берегу реки Псёл, на расстоянии примерно 5 километров (по прямой) к северо-западу от Прохоровки, административного центра района. Абсолютная высота — 212 метров над уровнем моря.

### Климат
Климат характеризуется как умеренно континентальный, с относительно мягкой зимой и тёплым продолжительным летом. Среднегодовая температура воздуха — 5,4 °C. Средняя температура воздуха самого холодного месяца (января) — −9,2 °C; самого тёплого месяца (июля) — 16,4 — 24,3 °C. Безморозный период длится в среднем 155—160 дней. Годовое количество атмосферных осадков — 527—595 мм, из которых большая часть выпадает в тёплый период.

### Часовой пояс
Хутор Верхняя Ольшанка как и вся Белгородская область, находится в часовой зоне МСК (московское время). Смещение применяемого времени относительно UTC составляет +3:00.

## История
Основана на рубеже XVIII и XIX веков однодворцами из села Верхняя Ольшанка Обоянского уезда. Сегодня это  Пристенский район Курской области. 
По записям 1744 года местные жители села Шахово, говорили о незаконном строительстве в устье Липового лога хутора, основанного однодворцем Надеиным. Как отдельная единица поселение не значилось, но упоминалось в летописях неоднократно. 
Ближайший к Верхней Ольшанке престол располагался в деревянной Покровской церкви, 1791 года постройки и объединял несколько сёл:  хутор Верхне-Ольшанка, хутор Средняя Ольшанка, хутор Псинка. Насчитывалось порядка 1007 прихожан. Так же в Березовом колодце располагалась школа грамоты. После революции 1917 года Советская власть пришла и в хутор Верхне-Ольшанка. Первым председателем сельского Совета стал Иван Федорович Свиридов, разделивший землю между крестьян, согласно Ленинскому декрету. В июле 1928 года хутор становится центром Верхне-Ольшанского сельского Совета, в Прохоровском районе,. в который входят 4 хутора. 
По данным переписи населения 1931 года в хуторе проживают 1461 человек. 
В 1930-1931 годах происходит образование первых колхозов на территории хутора Верхняя Ольшанка и Псинка:  «Пламя искры» (председатель Александр Илларионович Попов); «Искра» – председатель колхоза Илья Матвеевич Озеров; «Ильичевец» – председатель колхоза Яков Иванович Шумаков; «Красная молодежь» – председатель Михаил Дорофеевич Бекетов. 
В 1941 году началась Великая Отечественная война, которая унесла много жизней и в Верхней Ольшанке.  

## Население
| 2002 | 2010 |
| ---- | ---- |
| 295  | ↘259 |

### Половой состав
По данным Всероссийской переписи населения 2010 года в гендерной структуре населения мужчины составляли 46,7 %, женщины — соответственно 53,3 %.

### Национальный состав
Согласно результатам переписи 2002 года, в национальной структуре населения русские составляли 88 %.